# Walter Pauly (Landrat)
Walter Pauly (* 1. September 1871 in Köln; † 16. Oktober 1959 in Freiburg im Breisgau) war ein deutscher Verwaltungsjurist und Ministerialbeamter.

## Leben
Pauly stammte vom Niederrhein und studierte Rechtswissenschaft an der Universität Bonn sowie an der Universität München. Er war Mitglied der Corps Teutonia Bonn (1890) und des Corps Makaria München (1892). Nach dem Assessorexamen trat er in den preußischen Staatsdienst. Von Januar 1907 bis 1915 war er Landrat des Kreises Allenstein mit einer Unterbrechung, als er für die Preußische Ansiedlungskommission in Posen arbeitete. Anschließend arbeitete er im preußischen Ministerium der öffentlichen Arbeiten in Berlin. Zuletzt (vor 1930) war er Vortragender Rat und Ministerialrat. Er war charakterisierter Geh. Oberregierungsrat.

## Veröffentlichungen
- Als Landrat in Ostpreußen, Ragnit-Allenstein (= Ostdeutsche Beiträge aus dem Göttinger Arbeitskreis Bd. 8). Holzner-Verlag, Würzburg 1957.